# Уладский цикл
У́ладский цикл (англ. Ulster cycle, ирл. an Rúraíocht) — принятое в науке обозначение произведений средневековой ирландской литературы, героями которых являются король Конхобар, сын Несс, Кухулин, Коналл Кернах, Лэаре Буадах и другие герои, связанные с ирландской провинцией Ольстер (в Средневековье У́лад). Основным местом действия саг уладского цикла является резиденция короля Конхобара — Эмайн Маха (современный Наван в графстве Арма, Северная Ирландия). Крупнейшей по объёму сагой уладского цикла является «Похищение быка из Куальнге».
Специально уладскому циклу и раскопкам Навана посвящён журнал Emania. По вопросам изучения саг уладского цикла проводятся конференции (Ulidia, 1994, 2005, 2009).

## Сказания Уладского цикла
События разворачиваются во времена правления короля Конхобара Мак Несса, который правит Уладом из своей столицы Эмайн Маха. Одним из центральных героев выступает Кухулин, племянник Конхобара. Врагом Улада чаще всего выступают королева Медб и король Аилиль, правящие Коннахтом, и их союзник Фергус, бывший правитель Улада в изгнании.
Самое длинное и важное сказание цикла — Похищение быка из Куальнге, в котором Медб созывает огромную армию, чтобы вторгнуться на полуостров Куальнге и увести лучшего быка Улада, Донн Куальнге. Сопротивляться им предстоит одному лишь семнадцатилетнему Кухулину. В цикле существуют подобные сюжеты. В сказании Táin Bó Flidhais объектом раздора является белая корова, известная как «Маол» (Maol). Согласно сюжету, она была способна за одну дойку дать достаточно молока, чтобы накормить целое войско. Возможно самая известная история цикла — это история о Дейрдре, с сюжетом которой перекликаются произведения таких драматургов как Синг и Йейтс.
Другие сказания повествуют о рождениях, ухаживаниях, смертях и т. п. героев, а также о различных конфликтах между ними.
Тексты сказаний выполнены на древне- и среднеирландском, в основном в прозе со стихотворными вставками. Хотя сказания дошли до нас в манускриптах XII—XV вв, в большинстве случаев они гораздо старше: язык самых ранних историй может относиться к VIII в., а события и персонажи встречаются в поэмах VII века. Повествования носят сжатый характер, встречаются сцены насилия, иногда попадаются комические сюжеты. В целом авторы склонны к реализму, хотя иногда он нарушается сверхъестественными элементами. Кухулин, в частности, обладает сверхчеловеческими боевыми навыками (благодаря своему полубожественному происхождению). Особенно это заметно в битвах, когда впадает в состояние боевого безумия (ríastrad). В таком состоянии он становится настоящим чудовищем, не способным отличить врага от союзника.
Божества, такие как Луг, Морриган, Аэнгус и Мидир, время от времени появляются по ходу сюжета.
В отличие от большинства раннеирландских саг, в которых древняя Ирландия представляется достаточно централизованной страной под правлением Верховного Короля, сказания Уладского цикла изображают страну со слабой центральной властью, разделённую на отдельные королевства, часто воюющие друг с другом. Общество языческое, сельское население управляется военной аристократией. Отношения между знатными семьями скреплены т. н. обменом детей, когда дети из одной семьи воспитываются в другой. Достаток зиждется на скотоводстве. Войны часто принимают форму угона скота у вражеской стороны или поединка между сильнейшими воинами. Иногда поступки персонажей ограничены религиозными запретами, известными как гейсы.
Традиционно считается, что события цикла разворачиваются примерно во времена Христа. В сказаниях о рождении и смерти Конхобара можно провести аналогии с рождением и смертью Христа. Согласно Книге Захватов, события Похищения быка из Куальнге и жизни Кухулина относятся к правлению верховного короля Конайре Великого, который, согласно источнику, был современником римского императора Октавиана Августа (27 до н. э. — 14 н. э.). Тем не менее некоторые истории, включая «Похищение», указывают на Cairbre Nia Fer как на короля Тары, подразумевая, что в то время Верховного Короля не было.